# ريتشارد ووكر (لاعب كرة قدم بريطاني)
ريتشارد ووكر (بالإنجليزية: Richard Walker)‏ (9 نوفمبر 1971 بدربي في المملكة المتحدة - ) هو لاعب كرة قدم بريطاني في مركز قلب الدفاع. لعب مع نادي هيرفورد ونوتس كاونتي ونادي مانسفيلد تاون ونادي تشيلتنهام تاون لكرة القدم.

## وصلات خارجية
- ريتشارد ووكر على موقع قاعدة بيانات كرة القدم.إي يو (الإنجليزية)
- ريتشارد ووكر على موقع Soccerbase.com (لاعب) (الإنجليزية)